# Cashis
Рамон Джонсон (Ramone Johnson, 10 октября 1982 года, Чикаго), более известный под сценическим псевдонимом Cashis/Ca$his — американский рэпер.
Родился и вырос в городе Чикаго, позже переехал в Ирвайн (Калифорния), в округ Ориндж со своим школьным другом и продюсером Rikanatti. Группа Cashis’а под названием «The Renegade Gang Group»(сокр. «The Renegades») отправила демо на лейбл известного рэпера Эминема Shady Records, надеясь получить контракт. Dart Parker, A&R лейбла, был крайне восхищен записью и подписал молодого исполнителя в 2004 году.
Первым появлением рэпера в мейнстриме считается его участие в записи микстейпа, позже ставшим альбомом Эминема «Eminem Presents the Re-Up» в 2006 году. Несмотря на то что он принял участие в записи многих треков, его дебютным соло-релизом считается County Hound EP, выпущенный 22 мая 2007 года. The County Hound занял первую строчку в чарте «Top Heatseekers» известного таблоида Billboard, 37 позицию в чарте Top R&B/Hip-Hop Albums и на 106 месте в Billboard 200.
Два альбома «Eutanasia [LP]» и «The Art Of Dying» были отложены.

## Юность
Родившийся и выросший на юге Чикаго, Cashis понял, что его призвание — исполнять рэп, только когда переехал в Orange County. Там у него появилась невеста Моника (Monique) и дочь Миана (Miana), но он всё ещё продолжал зарабатывать участием в бандах. Cashis опомнился, только когда вернулся обратно в Чикаго на похороны своего любимого старшего брата Роба (Rob). Через месяц он опять вернулся, но уже на похороны своей бабушки Коры (Cora). После этого Рамон стал полон решимости пойти по стопам всей семьи — он бросил молодую семью и опять начал жить уличной жизнью. Cashis неохотно принял решение вернуться обратно в штат Калифорния, но он чувствовал, что это будет его лучшим решением в жизни. Через год после возвращения случилась новая трагедия — Моника была зверски убита. Всегда известный своей агрессивностью, Cashis теперь впал в глубокую депрессию. И всё это происходило перед его 19-м днём рождения. После многих арестов и растущим числом незаконных спекуляций, Рамон был арестован и посажен за решётку за 6 ограблений. После одного года тюрьмы, Cashis стал отцом ещё одной девочки, Жасмин (Jasmine), и уже ждал вторую, названную Рамони (Ramoni).
Мать Cashis’а говорила полицейским округа Orange County, что если Рэймон Джонсон появится в округе Central County или South County, то его надо остановить любыми силами. После этого была закрытая дискуссия, после которой матери Cashis’а, заботящейся о жизни своего сына, была предоставлена возможность вызывать патруль для того, чтобы остановить его. Она образумила Рамона остаться в городе Анахайм (Калифорния), что он и сделал. И теперь у него были 1 год тюремного заключения, 20 лет жизни и 5 детей. Однако, несмотря на несколько контрактов со звукозаписывающими лейблами на руках, Cashis продолжил свою нелегальную активность и деструктивную жизнь. После того, как все друзья Рамона Джонсона погибли, переехали или были заключены под стражу, Cashis решил изменить свою жизнь и вернуться к своему призванию — музыке. После достижения успеха в андеграунд-сообществе со своей группой «The Renegades», которая состояла из Cashis’а и его друга/продюсера Рикки «Риканатти» Пэрхэма (Ricky «Rikanatti» Parham), они сконцентрировались на проекте «Cashis».

## Карьера

### Дебют наShady Records
В 2006 году 25-летний Cashis был найден Дартом Паркером (Dart Parker), директором A&R отдела звукозаписывающей компании Shady Records. Когда Эминем услышал куплеты Cashis’а, он немедленно полетел в бесславную Нью-Йоркскую студию Quad Studios чтобы услышать его вживую. Cashis записал 8 песен за 4 часа, и был немедленно транспортирован в Детройт чтобы быть «коронованным King Mathers’ом». После выпуска серии удачных микстейпов (включая один, который он записал пока был под залогом и ждал тюремного заседания, после которого его посадили в тюрьму) постепенно начал становиться самым популярным MC округа Orange County. Ранее неизвестный мировой общественности рэпер с плавным речитативом был впервые услышан на радиоволнах в международном мейнстриме на сингле «You Don't Know» на мультиплатиновом релизе Эминема лейблов Shady Records/Interscope Eminem Presents: The Re-Up. Shady Records чуть позже выпустила его первый сингл «Talkin' All That». В сентябре 2006 года был выпущен микстейп «Bogish Boy» (продюсирование — Rikanatti, микширование — DJ Arkane), который, попав точно в цель, вступил в гонку с более оцененными микстейпами других рэп-исполнителей, и критически оцененным мини-альбомом Cashis’а «The County Hound EP» (это была ода округам Cook County и Orange County, в которых Cashis провёл свои криминальные годы и нанёс себе тату на обе руки). County Hound достиг 1 места в чарте Billboard’s Heatseekers и стал самым продаваемым EP за всю историю Shady Records. И хотя проект «Cashis» существовал только на словах, 50 тысяч копий мини-альбома The County Hound EP были распроданы — пришлось переиздать альбом ещё раз, чтобы удовлетворить бешеный спрос. Первое соло-видео «'Lac Motion» пошло в ротацию на MTV безо всякой рекламы, так как это видео было лишь подготовкой к полноценному LP-альбому «Loose Cannon» (сейчас The Art Of Dying), предполагаемого к выпуску в июне 2009 года. Позже альбомы The Art Of Dying и анонсированный позже Eutanasia LP были перенесены на неизвестный срок. Вместо этого были выпущены микстейпы «The Leak Vol. 2 — Get Ready» и «Bogish Boy Vol. 5 — Eutanasia», и синглы «Bigga Than Me», «Jus Anutha Day», «Don’t Let It Go To Ur Head» и «Get Loose»

### Альбомы
| Соло                | Год  |
| ------------------- | ---- |
| The County Hound EP | 2007 |
| The Art Of Dying    | 2012 |

### Синглы
| Год  | Песня          | Альбом              |
| ---- | -------------- | ------------------- |
| 2007 | Lac Motion     | The County Hound EP |
| 2009 | Jus Anutha Day | The Art Of Dying    |
| 2009 | Bigga Than Me  | Euthanasia LP       |
| 2009 | Get Loose      | Euthanasia LP       |

### Совместные синглы
| Год  | Песня                                                   | Альбом                     |
| ---- | ------------------------------------------------------- | -------------------------- |
| 2006 | You Don't Know (Вместе с Eminem, Lloyd Banks и 50 Cent) | Eminem Presents: The Re-Up |
| 2007 | We On Yo Line (Вместе с The Federation)                 | It's Whateva               |
| 2008 | Can’t Move Me (Вместе с Young De и Mitchy Slick)        | Homeland Security          |
| 2008 | In God’s Hand (Вместе с Young De)                       | Homeland Security          |
| 2009 | My Last (Вместе с K-Young, Laze, Crooked I и Kobe)      | Summer Love                |